# 娇蜂鸟
，是雨燕目蜂鸟科蓝胸蜂鸟属的一种鸟，主要分布于中美洲的哥斯达黎加和巴拿马。

## 分类
娇蜂鸟在分类上属于蜂鸟科蓝胸蜂鸟属，其最早被归类为蓝胸蜂鸟的亚种，英国鸟类学家奥斯伯特·萨尔文于1891年将其描述为单独的物种，萨尔文在描述该物种的论文中称，自己对于娇蜂鸟的独特性曾经非常犹豫，但现在已相信其与蓝胸蜂鸟是不同的物种；其种加词意为美丽的，模式标本采集自巴拿马的奇里基火山，并保存于大英博物馆。
该物种曾长期被归类至艳蜂鸟属，2014年发表的一项分子系统发育学研究发现，艳蜂鸟属是多系群，蓝胸蜂鸟属被重新恢复，该属除娇蜂鸟外，还有蓝胸蜂鸟和紫胸蜂鸟两个物种。娇蜂鸟是单型物种，没有亚种分化。

## 特征
娇蜂鸟是一种整体呈绿色的蜂鸟，喙整体为黑色，下喙基部显粉红色，头部和体上部为绿色并略带蓝色光泽，下喉部至上胸部呈品蓝色，腹部灰白色，翼和尾深绿色；雌性与雄性相似，区别于雌性整体的颜色更黯淡，喉部更白并呈斑点状，腹部亦更显白色。
娇蜂鸟身长9.6至10.4厘米，体重约4.7克，翼长约52.3毫米，嘴峰长约24.8毫米，喙宽度约2.1毫米，喙厚度约2.6毫米，跗蹠长约5.1毫米，尾长约30.8毫米。
娇蜂鸟与蓝胸蜂鸟非常相似，但娇蜂鸟的体型稍大，喙及翼更长；下喉部至上胸部更蓝，蓝胸蜂鸟则呈紫色；雄性头顶的光泽延伸至颈背部，雌性的头顶更显绿色光泽，蓝胸蜂鸟的头顶则为暗绿色；娇蜂鸟的腰部至尾部为暗绿色，蓝胸蜂鸟则带有红色至紫色。

## 行为及生态
娇蜂鸟为草食性鸟类，其主要食物来源是植物的花蜜，常取食印加树属、长隔木属、合絲莓屬及蝎尾蕉属等类群的植物的花蜜，也取食节肢动物。
娇蜂鸟在12月至1月和5月至8月期间繁殖，期间形成最大12只的小群，雄性在开花的树木周围占据领地。巢以植物纤维、蜘蛛网及蕨类植物的鳞片等筑成，外部点缀以地衣，位于离地2至4米的水平树枝上。娇蜂鸟在繁殖结束后会迁徙至高海拔区域。

## 生境及分布
娇蜂鸟是一个狭域分布的物种，但在其分布区内并不罕见，其分布于哥斯达黎加西南部和巴拿马极西部的太平洋沿岸地区，在其分布区内为留鸟，但可能存在垂直迁徙。娇蜂鸟栖息在亚热带及热带的常绿阔叶林和退化林，也栖息于次生林、花园及种植园等地，主要活动于海拔1200米以下的地带，在巴拿马亦偶见于最高1580米的地方。